# Renata Beger
Renata Lidia Beger (ur. 18 lipca 1958 w Silnie) – polska polityk, rolniczka, przedsiębiorca, działaczka związkowa, posłanka na Sejm IV i V kadencji (2001–2007).

## Życiorys

### Wykształcenie i praca zawodowa
Jest absolwentką Zawodowego Liceum Ekonomicznego i Policealnego Centrum Kształcenia Naukowego w Pile. W 2004 zdała maturę w szczecińskim Centrum Edukacyjnym „Zdroje”, podjęła następnie studia zaoczne z zakresu politologii. W 2007 ukończyła studia licencjackie na Wydziale Nauk Politycznych i Dziennikarstwa Uniwersytetu im. Adama Mickiewicza w Poznaniu. Następnie rozpoczęła studia z zakresu administracji samorządowej, które ukończyła w 2011, uzyskując tytuł zawodowy magistra.
W latach 1976–1988 pracowała jako kierownik sklepu Gminnej Spółdzielni „Samopomoc Chłopska” oraz punktu skupu okręgowej spółdzielni mleczarskiej. Od 1988 prowadzi indywidualne gospodarstwo rolne o powierzchni około 200 ha, a w 1990 założyła także własną firmę usługowo-rolniczą. Była współwłaścicielką zakładu masarskiego. Należała do Zrzeszenia Producentów Zbóż, została przewodniczącą Krajowego Stowarzyszenia Obrońców Polskiego Przemysłu Mięsnego. W latach 2000–2003 zasiadała w radzie społecznej przy KRUS. W 1998 wstąpiła do Polskiego Klubu Ekologicznego. W 2006 została felietonistką należącego do Henryka Stokłosy „Tygodnika Nowego”. W 2008 przez kilka miesięcy prowadziła program kulinarny emitowany w lokalnej telewizji TV Pilska, a w 2020 została dziennikarką telewizji internetowej portalu „Świat Rolnika”.

### Działalność związkowa i polityczna
Była współzałożycielką partii Przymierze Samoobrona (w 2000 przemianowaną na Samoobrona Rzeczpospolitej Polskiej). Pełniła funkcję sekretarza generalnego tego ugrupowania. W latach 1992–2001 była wiceprzewodniczącą wielkopolskiego zarządu Związku Zawodowego Rolników „Samoobrona”. Bez powodzenia kandydowała w wyborach parlamentarnych w 1993 z listy komitetu Samoobrona – Leppera (otrzymała 1476 głosów). W wyborach samorządowych w 1998 bezskutecznie ubiegała się o mandat radnej powiatu złotowskiego z listy koalicji Przymierze Społeczne. W wyborach w 2001, otrzymawszy 10 877 głosów uzyskała mandat poselski z listy Samoobrony RP w okręgu pilskim. Była sekretarzem klubu parlamentarnego tej partii. Zasiadała w Komisji Etyki Poselskiej (jako zastępca przewodniczącego), Komisji Finansów Publicznych (do lipca 2002), Komisji Gospodarki, Komisji Samorządu Terytorialnego i Polityki Regionalnej oraz w komisji śledczej w sprawie afery Rywina, z której została odwołana 3 grudnia 2003. Pełniła także funkcję wiceprzewodniczącej Komisji Nadzwyczajnej ds. programu rządowego „Przedsiębiorczość-Rozwój-Praca”. W wyborach w 2005, kandydując z 4. miejsca listy Samoobrony RP, ponownie uzyskała mandat poselski liczbą 10 537 głosów. W 2006 została przewodniczącą rady wojewódzkiej partii w województwie wielkopolskim.
26 września 2006 w programie Tomasza Sekielskiego i Andrzeja Morozowskiego Teraz my! telewizji TVN pokazano materiał filmowy nakręcony ukrytą kamerą przy pomocy Renaty Beger (tzw. afera taśmowa). Podczas zarejestrowanych z ukrycia spotkań posłanka przedstawiała Adamowi Lipińskiemu, wiceprezesowi Prawa i Sprawiedliwości, swoje warunki za ewentualne przejście do większości rządowej, w tym pierwsze miejsce na liście partyjnej, stanowisko w Ministerstwie Rolnictwa, utworzenie z państwowych środków funduszu na rzecz spłaty weksli posłów odchodzących z Samoobrony RP, miejsce na liście wyborczej przed wyborami samorządowymi dla zaufanych ludzi (w tym dla jednego z członków rodziny) oraz bliżej niesprecyzowaną pomoc w rozwiązaniu spraw sądowych. Taśmy zawierały również nagrania rozmów posłanki z innym posłem Wojciechem Mojzesowiczem, który wcześniej przeszedł z Samoobrony RP do PiS. Po ich ujawnieniu Renata Beger zawiadomiła prokuraturę o możliwości popełnienia przestępstwa korupcji przez posłów PiS, śledztwo w tej sprawie nie zostało wszczęte.
W przedterminowych wyborach parlamentarnych w 2007 bez powodzenia ubiegała się o reelekcję (otrzymała 3619 głosów). Niedługo potem została odwołana z władz Samoobrony RP. W kwietniu 2008 odeszła z partii i wycofała się z działalności politycznej. W czerwcu 2013 została przewodniczącą Związku Zawodowego Rolnictwa i Obszarów Wiejskich „Regiony”, pełniła tę funkcję do sierpnia 2014. W marcu 2015 została wiceprzewodniczącą kierowanego przez Sławomira Izdebskiego Ogólnopolskiego Porozumienia Związków Zawodowych Rolników i Organizacji Rolniczych, którą była przez trzy lata. W 2018 związała się z założoną przez Krzysztofa Filipka Partią Chłopską (wyrejestrowaną w 2022). W 2019 stanęła na czele nowo powstałego Polskiego Związku Zawodowego Rolnictwa „Wyzwolenie”. Jako jego przedstawicielka była powoływana w skład Rady Ubezpieczenia Społecznego Rolników (na kadencje 2020–2022 i 2023–2025).

### Postępowania karne
W listopadzie 2003 zrzekła się immunitetu poselskiego, w styczniu 2004 przedstawiono jej zarzut posłużenia się przed wyborami w 2001 fałszywymi listami poparcia. 30 czerwca 2006 została skazana wyrokiem nieprawomocnym na karę 2 lat pozbawienia wolności z warunkowym zawieszeniem jej wykonania na okres próby wynoszący 5 lat. Wyrok ten został w czerwcu 2007 uchylony przez Sąd Apelacyjny w Poznaniu i sprawę skierowano do ponownego rozpoznania.
W czerwcu 2008 Sąd Rejonowy w Pile po ponownym rozpoznaniu tej sprawy skazał ją na grzywnę w wysokości 30 tys. zł oraz karę 2 lat pozbawienia wolności z warunkowym zawieszeniem jej wykonania na okres próby wynoszący 5 lat. Renata Beger konsekwentnie zaprzeczała swojemu udziałowi w tym przestępstwie. W czerwcu 2009 Sąd Okręgowy w Poznaniu po rozpoznaniu wniesionej przez nią apelacji utrzymał wyrok sądu pierwszej instancji.
W październiku 2008 Sąd Rejonowy w Szamotułach skazał ją na grzywnę za naruszenie ordynacji wyborczej, polegające na płaceniu osobie zbierającej podpisy pod listami poparcia dla Samoobrony RP. Wyrok ten został w lutym 2009 utrzymany w mocy przez Sąd Okręgowy w Poznaniu.

### Rozgłos medialny
16 maja 2003 w gazecie „Super Express” ukazał się wywiad (zatytułowany Dziękujemy za odwagę) na temat życia prywatnego Renaty Beger, który przyniósł jej pewną popularność m.in. przez użycie w nim terminu kurwiki i deklaracji, iż lubi seks jak koń owies. W 2004 została laureatką plebiscytu „Srebrne Usta 2003” organizowanego przez Program III Polskiego Radia, za wypowiedź o Janie Rokicie.
Została też bohaterką piosenki i teledysku zespołu Big Cyc pt. „Złoty warkocz”, piosenki grupy Pawła Kukiza i Piersi pt. „Sejmowe Tango” oraz piosenki Superpuder pt. „Film Renaty”. W 2006 wystąpiła w programie Polsatu Let’s Dance, czyli zrobię dla was wszystko, w którym zatańczyła, a w 2007 gościnnie wzięła udział w programie Szymon Majewski Show.

## Życie prywatne
Zamężna z Tadeuszem Begerem, ma dwoje dzieci. Zamieszkała w Nowym Dworze.

## Wyniki w wyborach ogólnopolskich
| Wybory | Komitet wyborczy                     | Komitet wyborczy     | Organ            | Okręg          | Wynik        |
| ------ | ------------------------------------ | -------------------- | ---------------- | -------------- | ------------ |
| 1993   |                                      | Samoobrona – Leppera | Sejm II kadencji | nr 32          | 1476 (0,80%) |
| 2001   | Samoobrona Rzeczypospolitej Polskiej | Sejm IV kadencji     | nr 38            | 10 877 (4,23%) |              |
| 2005   | Samoobrona Rzeczypospolitej Polskiej | Sejm V kadencji      | nr 38            | 10 537 (4,82%) |              |
| 2007   | Samoobrona Rzeczypospolitej Polskiej | Sejm VI kadencji     | nr 38            | 3619 (1,21%)   |              |